# Tenture de l'Annonciation
La Tenture de l'Annonciation est une tenture représentant l'Annonciation réalisée dans le Sud des Pays-Bas, probablement à Arras, au début du XVe siècle. La tenture est exposée aux Cloisters département du Metropolitan Museum of Art, à New York.

## Description de la tapisserie
Sous un édicule, la Vierge Marie est en train de lire un livre. Surprise, elle a abandonné la lecture du livre, se tournant vers l'archange Gabriel, à gauche de l'édicule, et tenant une banderole sur laquelle est inscrit « Ave gracia plena ». Au-dessus, on voit Dieu le Père bénissant et l'Enfant Jésus portant la Croix en direction de la Vierge. La colombe du Saint-Esprit a rejoint la Vierge. Au-dessus de l'édicule, deux anges portent un écu qui a été très refait. La partie droite n'est plus identifiable. La partie dextre, de gauche, se lit « de gueules à la croix fleuronnée d'or ».

## Style de la tapisserie
Le dessin de la tapisserie a été rapproché du panneau d'un retable représentant l'Annonciation peint par Melchior Broederlam, à Ypres, entre 1494 et 1399, pour la chartreuse de Champmol.
| Diptyque de Dijon |
| Diptyque de Dijon |

| Panneau de l'Annonciation                     |
| Panneau de l'Annonciation et de la Visitation |

| Détail avec la Vierge et l'archange Gabriel |
| Détail avec la Vierge et l'archange Gabriel |

Melchior Broederlam a réalisé des projets pour des tapisseries car on sait qu'il a fourni des cartons de tapisseries de bergers et de bergères pour Marguerite III de Flandre.
Il y a cependant des différences assez importantes entre le tableau de Dijon et la tapisserie. On peut remarquer qu'à la fin du XIVe siècle et au début du XVe siècle s'est créé un art courtois appelé gothique international qui est une synthèse de l'art français, flamand et italien avec une influence antiquisante et byzantine.
Il n'est pas possible de préciser l'auteur du projet de la tapisserie car à cette époque, chacun des stades de réalisation d'une tapisserie - modèle, carton et tissage - pouvait être fait dans des lieux très éloignés l'un de l'autre.
La tapisserie a été tissée dans le Sud des Pays-Bas, peut-être à Arras, à une époque où la production parisienne s'était effondrée à la suite de l'occupation de Paris par le Bourguignons et les Anglais.

## Histoire de la tenture
La tenture a été trouvée en Espagne, mais les informations ne permettent pas d'affirmer si elle se trouvait à Gérone ou à Tarragone. James J. Romer a affirmé que les armoiries étaient espagnoles, mais sans preuve. À l'époque de fabrication de la tapisserie, l'art des Pays-Bas était très apprécié par le roi Alphonse V d'Aragon. Dalmacio de Mur y de Cervelló, évêque de Gérone entre 1415 et 1419, puis de Saragosse entre 1431 et 1456, plusieurs fois ambassadeur, a légué à la Cathédrale Saint-Sauveur de Saragosse deux pièces de la Passion tissées à Arras.
La tapisserie apparaît en 1921 aux États-Unis dans des expositions d'art gothique à Chicago en 1921, de tapisseries européennes en 1922 à San Francisco. Elle est achetée en 1924 par Mrs Harriet Barnes Pratt. Elle a prêté la tapisserie au Metropolitan Museum en 1941, puis l'a donné en 1949 en mémoire de son mari, Harold Irving Pratt.